# Ladce
Ladce (in ungherese Lédec) è un comune della Slovacchia facente parte del distretto di Ilava, nella regione di Trenčín.